# Fußballclub Pommern Greifswald e. V.
Fußballclub Pommern Greifswald e. V. foi uma agremiação esportiva alemã, fundada a 25 de maio de 2010, sediada em Greifswald, na Mecklemburgo-Pomerânia Ocidental.

## História
Em maio de 2010, as negociações de uma possível fusão entre o Greifswalder SV 04 e HSG Uni Greifswald não prosperaram. Portanto, ex-patrocinadores de ambos os clubes fundaram o FC Greifswald na Pomerânia, para a temporada 2010/11 no lugar do HSG na Associação de Futebol da Mecklenburg-Pomerânia Ocidental. Na primeira temporada a equipe ficou em décimo lugar. O seguro Eckart Märzke treinou a equipe em 2012 e conseguiu o título e a promoção para a Oberliga Nordost (Nord).

## Títulos
- 2011-2012 - Campeão da (Verbandsliga M-V) (VI);

## Estádio
O FC Pommern Greifswald costuma atuar no Greifswalder Volksstadion. Além disso, o clube também usa a praça de esportes do rival Greifswald SV 04.